# Derivación sanitaria

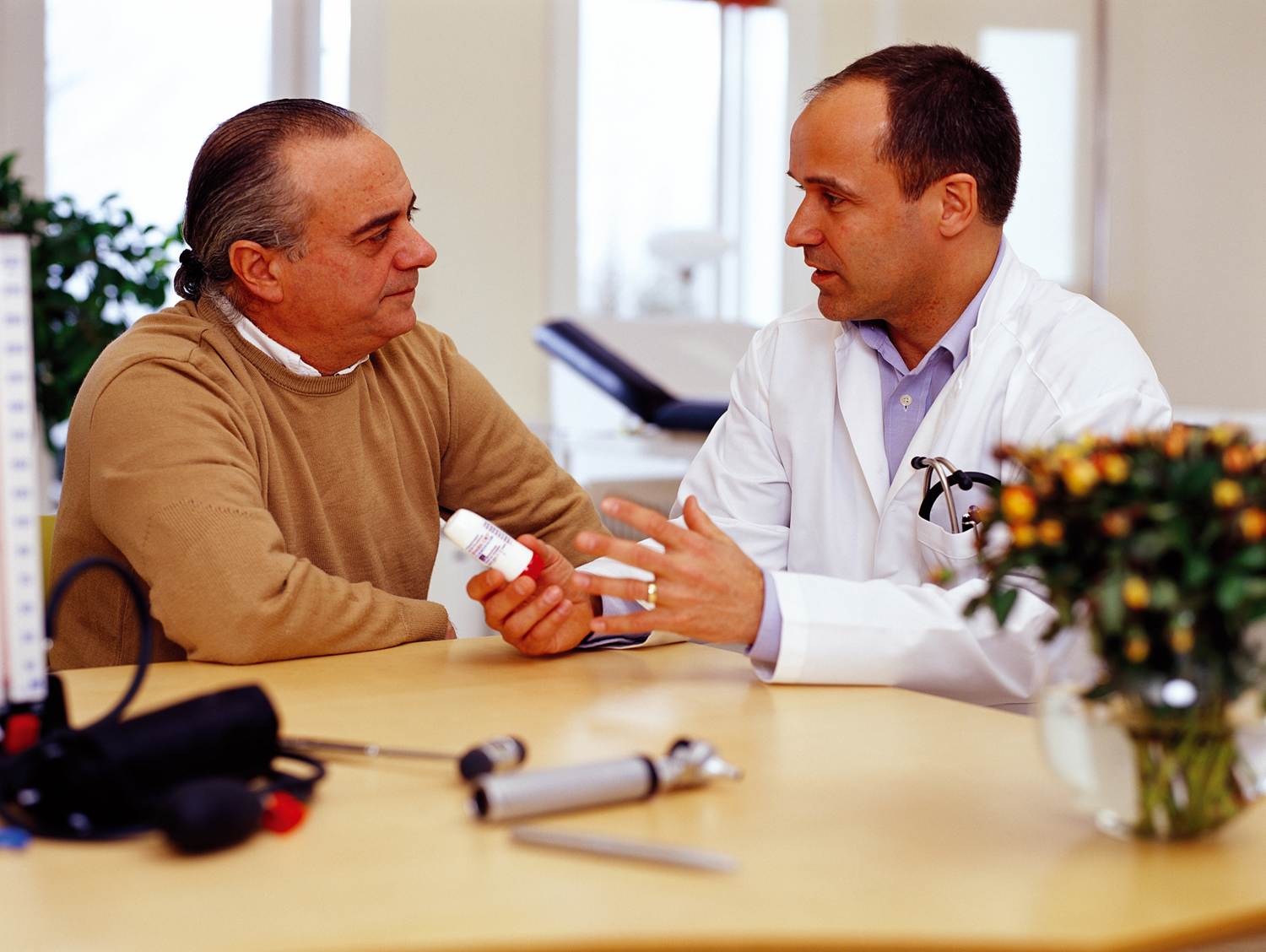

La derivación o interconsulta es el acto de remitir a un paciente, mediante un parte interconsulta, a otro profesional sanitario, para ofrecerle una atención complementaria tanto para su diagnóstico, su tratamiento como su rehabilitación. La más frecuente es entre los médicos de cabecera y los médicos especialistas, pero también se puede establecer con los enfermeros, los farmacéuticos, los fisioterapeutas, los odontólogos, los ópticos, los ortopedas, los podólogos, los psicólogos o los trabajadores sociales. 

## Proceso de derivación
La derivación es la remisión de un paciente, por parte del médico tratante, a otro profesional sanitario, el cual revisa la historia médica y explora al paciente para ofrecerle una atención complementaria tanto para su diagnóstico como para su tratamiento o rehabilitación. 
El médico al que se realiza la interconsulta suele ser un especialista con experiencia en un determinado campo de la medicina, pero también se puede establecer con los enfermeros, los farmacéuticos, los fisioterapeutas, los psicólogos o los odontólogos.
El médico especialista responde al solicitante emitiendo el juicio y las recomendaciones sobre la asistencia y el tratamiento a seguir respecto al problema consultado. Distinguimos los siguientes tipos:
- Interconsultas convencionales. Se realizan sobre la base de un formulario preimpreso, donde el peticionario registra los datos referentes al caso y el responsable de responder a la interconsulta aconseja sobre criterios de tratamiento o pruebas a realizar al paciente.
- Interconsulta de valoración. previa a la solicitud de la cita. Algunas especialidades tienen establecido un sistema de valoración previa de los pacientes antes de solicitar una cita de primeras consultas.
- Interconsultas con imágenes. Son realizadas mediante sistemas informáticos en las que se adjunta imágenes o registros electrónicos a los datos convencionales. Sirven de soporte a sistemas de telemedicina.

## Derivación entre médicos
La derivación es un procedimiento que implica a tres partes distintas: el médico de cabecera, el paciente y el especialista. Las razones que llevan a la derivación y lo que se espera de ella, debe ser compartido por todos los implicados. Desde el lado profesional, médicos generales y especialistas deben consensuar mecanismos de derivación para mejorar la coordinación entre ambos, reduzcan la variabilidad en las tasas de derivación, y garanticen la calidad de la atención.
La demanda derivada actúa como una interfase en la división de recursos y funciones entre el médico general y el especialista.
En los países con médicos generales/de familia con función de filtro (gatekeepers) para la atención primaria, la derivación del paciente desde primaria a especializada abre las puertas para el paso del primer al segundo nivel asistencial. La función de filtro pretende adecuar la intensidad de la atención a la gravedad o rareza de la enfermedad. Así, a través del filtro, los recursos tecnológicos se reservan para quienes probablemente los necesitan, y se evita su uso innecesario por quienes no los necesitan (se evitan el despilfarro económico y el daño a la salud que provoca el uso indebido de los recursos: prevención cuaternaria). El
objetivo es prestar servicios de máxima calidad, mínima cantidad, con tecnología apropiada, tan cerca del domicilio del paciente como sea posible. El aspecto clave es determinar dónde se atienden mejor los problemas de los pacientes, y cuándo se necesita el concurso del especialista.
La tasa de derivación es el indicador para medir la demanda derivada. Es el cociente entre el número de derivaciones por médico y el número de visitas atendidas por médico en
un período × 100 o × 1.000. En Europa la tasa de derivación está en torno al 6%. Hay una inexplicada variabilidad en los niveles de derivación entre los distintos profesionales en la que se han identificado diferentes factores: el patrón de morbilidad, la oferta de servicios, el paciente (sexo, nivel socioeconómico, etc.) y el médico (formación, personalidad, etc.).
Las expectativas de los pacientes, médicos generales y especialistas son distinta en relación con la derivación. Al paciente le interesa contar con una segunda opinión. El médico de cabecera busca listas de espera cortas, una atención de calidad para el paciente y buena comunicación con el especialista. El especialista espera que las derivaciones que recibe estén justificadas. Por añadidura, los gestores quieren reducir el número de derivaciones para mejorar la eficiencia de su gestión.